# Charles Randolph
Charles Randolph (Nashville, ...) è uno sceneggiatore e produttore cinematografico statunitense.
Ha ottenuto la vittoria dell'Oscar alla migliore sceneggiatura non originale nell'ambito dei Premi Oscar 2016 per La grande scommessa, in condivisione con Adam McKay.
Dal 2004 è sposato con l'attrice di origini israeliane Mili Avital.

## Filmografia parziale

### Sceneggiatore
- The Life of David Gale (2003)
- The Interpreter (2005)
- Amore & altri rimedi (Love and Other Drugs) (2010)
- La grande scommessa (The Big Short) (2015)
- Bombshell - La voce dello scandalo (Bombshell), regia di Jay Roach  (2019)

### Produttore
- Tenderness (2009)
- Amore & altri rimedi (Love and Other Drugs) (2010)
- Bombshell - La voce dello scandalo (Bombshell), regia di Jay Roach  (2019)